# Cesare Maestri
Cesare Maestri (Trento, 2 ottobre 1929 – Tione di Trento, 19 gennaio 2021) è stato un alpinista, scrittore e partigiano italiano.
Soprannominato il ragno delle Dolomiti per le sue capacità alpinistiche, fu il primo alpinista ad affrontare in discesa e in solitaria importanti vie dolomitiche di VI grado.

## Biografia
Nato a Trento nel 1929, Cesare Maestri, fratello di Giancarlo ed Anna Maestri, rimase orfano di madre all'età di 7 anni. Il padre Toni era stato un attore girovago, ma dalla fine della prima guerra mondiale aveva trovato lavoro come funzionario nella pubblica amministrazione. Nel 1943, a seguito dell'occupazione tedesca dell'alta Italia, Toni Maestri fu condannato a morte per "attività antiaustriaca" (la condanna si riferiva a fatti di 25 anni prima); Toni ed il figlio Cesare fuggirono a Ferrara, per poi tornare a Trento quando la Polizia locale ricevette ordine di arrestare Toni Maestri. A Trento, Cesare Maestri si unì ad un gruppo di partigiani comunisti, con i quali partecipò alla guerra di liberazione.
Dopo la guerra, Cesare fu mandato dal padre a Roma per studiare storia dell'arte; qui partecipò nuovamente alla vita del Partito Comunista Italiano, ma dopo due anni a Roma tornò a Trento. Qui, cercando un modo per incanalare lo stress derivato dall'esperienza bellica, incominciò ad arrampicare, e da allora si dedicò in maniera pressoché esclusiva a questa attività. Le sue prime imprese di rilievo risalgono al 1951, quando salì in solitaria la via Detassis-Giordani al Croz dell'Altissimo, e per primo effettuò la discesa in solitaria dalla Paganella. Nel 1952 diventa guida alpina. Da allora si susseguirono numerose imprese, principalmente sulle Dolomiti.
Nel 1959 partecipò, con Toni Egger e Cesarino Fava, ad una spedizione al Cerro Torre, sulle Ande tra Argentina e Cile. La spedizione, che affrontò la parete nord, vide la morte di Toni Egger per una valanga durante la discesa; Maestri dichiarò di aver raggiunto la vetta con Egger, ma di non avere prove concrete dell'impresa. Negli anni seguenti l'impresa suscitò molte polemiche; nel 1970 Cesare Maestri tornò sul Cerro Torre, questa volta risalendo lo spigolo sud-est con l'uso di un compressore per piantare i chiodi sulla roccia invece del tradizionale martello, fino al limite del fungo di ghiaccio terminale, senza giungere in vetta. Anche in questo caso vi furono polemiche, sia per l'uso del compressore che per la mancata scalata dell'ultimo tratto terminale sul ghiaccio.
Maestri non abbandonò l'attività alpinistica nemmeno in età avanzata. Nel 1998 ripeté la salita della via Maestri-Alimonta alla Rocca di San Leo, appunto in comune di San Leo. Nel 2002, all'età di 74 anni, Cesare Maestri organizzò la spedizione A 8000 for peace, volta a salire lo Shishapangma; nel progetto originale, Maestri avrebbe dovuto salire in vetta con Sergio Martini e Fausto De Stefani. In seguito ad un attacco di mal di montagna fu però fermato dal medico della spedizione, che temeva un edema polmonare.
Cesare Maestri ha vissuto a Madonna di Campiglio con la moglie Fernanda Dorigatti, lavorando come guida alpina e maestro di sci e gestendo il negozio "La bottega di Cesare Maestri". Inoltre, ha collaborato come giornalista con numerose testate e ha esercitato con successo l'attività di scrittore, pubblicando numerosi libri autobiografici. Nel corso della sua carriera ha effettuato circa 3500 salite, delle quali circa un terzo sono state effettuate in solitaria. Si è sempre battuto per il rispetto dell'ambiente e per la realizzazione di un turismo in grado di creare e assicurare posti di lavoro, pur contenendo i costi ecologici e la speculazione. Si è interessato in particolare dell'educazione alpina ed ambientale dei più giovani.

## Salite sulle Alpi
Tra queste si ricordano:
- la via Dibona al Croz dell'Altissimo (1952)
- la via Comici al Salame del Sassolungo (1952)
- la via Solleder in Civetta (1952)
- la via delle Guide sul Crozzon di Brenta (1953)
- la via Trento (Detassis) alla Brenta alta (1953)
- la via Soldà al Pilastro sud della Marmolada di Penia (1953)
- la traversata dalla Cima d'Ambiez alla Bocca del Tuckett concatenando in solitaria 16 cime della catena centrale in meno di 24 ore (1954)
- la via Vinatzer al Sass de Luesa (1955)
- la via Oppio al Croz dell'Altissimo (1955)
- la via delle Guide al Crozzon di Brenta in discesa (1956)
- lo spigolo nord del Cimon della Pala in prima solitaria invernale (1956)
- la via Micheluzzi al Piz Ciavazes (1956)
- la via Solleder al Sass Maor (in discesa), la via Buhl e la via Maestri - Baldessari (in discesa) alla Roda di Vaèl, le nuove vie aperte tra il 1964 ed il 1966 in Brenta su Cima Grostè, Cima Campiglio, Cima Massari.

Tutte queste imprese furono realizzate in solitaria.

## Il Cerro Torre

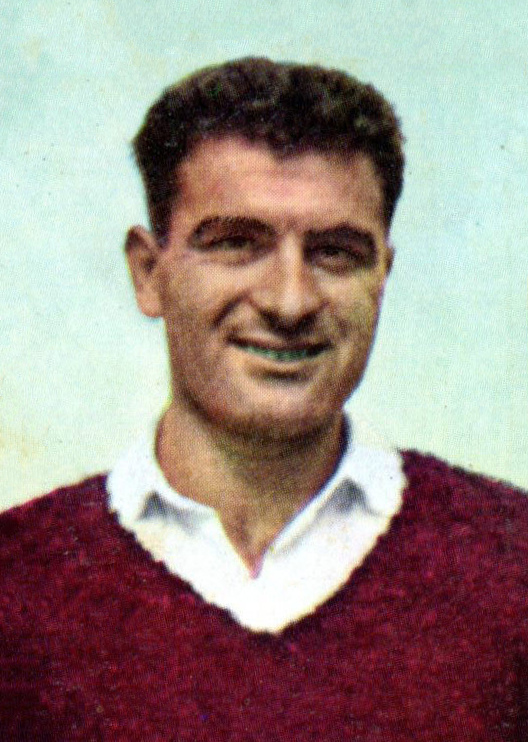
Cesare Maestri nel 1969

Il primo approccio di Cesare Maestri col Cerro Torre avvenne nel 1958, anno in cui fece parte di una spedizione italoargentina in Patagonia. La spedizione incontrò alla base della montagna un'altra spedizione italoargentina indipendente, organizzata da Folco Doro Altan e composta, fra gli altri, da Walter Bonatti e Carlo Mauri. Vi furono attriti tra gli organizzatori delle due spedizioni, che portarono ad un ritiro degli sponsor, con conseguenti gravi problemi logistici; come conseguenza, Maestri non poté attaccare il Cerro Torre. La spedizione ottenne comunque diversi successi alpinistici su altre vette della zona.
Maestri organizzò una seconda spedizione nell'estate australe 1958-1959. A questa spedizione partecipavano il forte ghiacciatore Toni Egger e l'alpinista Cesarino Fava. All'inizio di gennaio i tre salirono ed attrezzarono i 300 m del diedro iniziale. Il 28 gennaio, sfruttando una finestra di bel tempo, partirono per l'assalto finale. Fava accompagnò i tre fino al Colle della Conquista, poi rientrò alla base della parete, dove attese il ritorno dei compagni per sei giorni, durante i quali si scatenò il maltempo. Il 3 febbraio, ormai disperando di rivedere i suoi compagni, Fava stava per rientrare al campo 2, quando vide in lontananza Maestri discendere la parete, piuttosto malconcio. Maestri raccontò in seguito che era riuscito a salire fino in vetta con Egger, scendendo poi da una via diversa ma durante la discesa una valanga aveva travolto Toni Egger, uccidendolo; con Egger era scomparsa anche la macchina fotografica, che questi portava con sé. I tentativi di trovare il corpo di Egger non ebbero successo (alcuni resti furono rintracciati alla base della parete solo nel 1974).
Il racconto di Maestri non fu messo in discussione fino al 1968, quando una spedizione inglese al Cerro Torre, non riuscendo a salire per un itinerario teoricamente più semplice, cominciò a mettere in dubbio il resoconto di Maestri. L'opinione fu raccolta dalla rivista Mountain, diretta da Ken Wilson, che pubblicò un'analisi della relazione di salita di Maestri, in cui evidenziava quelli che a suo parere erano punti deboli che suggerivano la non veridicità del racconto. Sempre nel 1968, Carlo Mauri, di ritorno da una spedizione in Patagonia, affermò alla stampa: "torno dall'inviolato Cerro Torre", suggerendo quindi che la vetta non era stata raggiunta dalla spedizione del 1959.

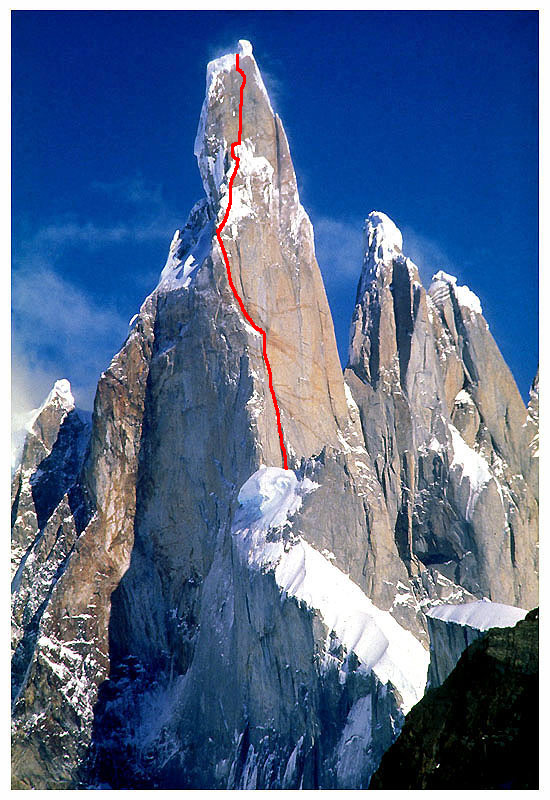
Tracciato approssimativo della Compressor route sullo spigolo sud-est del Cerro Torre

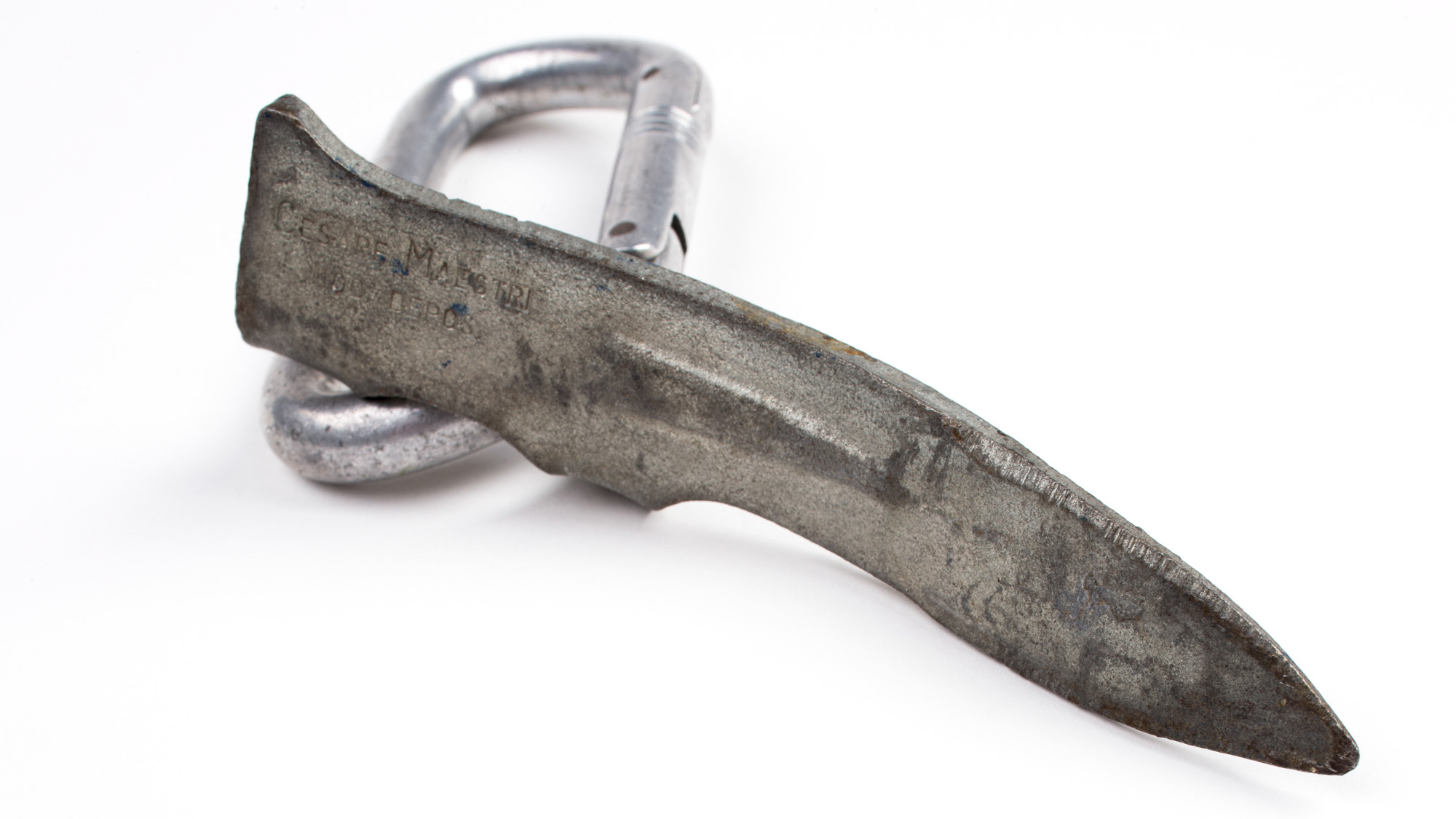
Chiodo da roccia della spedizione del 1970 al MUSE di Trento

Anche in seguito a queste affermazioni, che considerava lesive del suo onore, Maestri organizzò un'altra spedizione sul Cerro Torre. Questa spedizione ebbe luogo nel 1970, e vedeva, insieme a Maestri, Ezio Alimonta, Daniele Angeli, Claudio Baldessarri, Carlo Claus e Pietro Vidi. Il gruppo affrontò l'allora inviolato spigolo sud-est, portandosi un pesante compressore azionato da un motore a combustione interna per poter attrezzare la parete con chiodi ad espansione. Maestri risalì fino quasi alla vetta, attrezzando gli ultimi 350 m di parete con circa 400 chiodi a pressione. Maestri non arrivò in vetta, ma si fermò alla base del fungo di ghiaccio sommitale; più tardi affermò di aver fatto ciò perché "il fungo di ghiaccio non fa veramente parte della montagna, e un giorno o l'altro cadrà". Nello scendere, Maestri ruppe i chiodi degli ultimi 30 metri di salita e lasciò il compressore appeso all'ultimo chiodo valido, dove si trova ancor oggi. Anche questa impresa fu oggetto di pesanti polemiche, legate soprattutto al pesante impiego di chiodi ad espansione per superare la difficoltà. Il regista di documentari Leo Dickinson affermò addirittura che questa impresa era simile "a prendere una funivia per salire in cima al Monte Bianco e poi illudersi di averlo scalato".
La via Compressor route sullo spigolo sud-est è stata ripetuta la prima volta da Jim Bridwell nel 1979 in stile alpino, ed in prima invernale nel 1985 da Ermanno Salvaterra. E, sempre nel 1985, in solitaria da Marco Pedrini.
Lo stesso Salvaterra, nel 2005, guidò una spedizione che giunse in vetta al Cerro Torre seguendo per qualche tratto il percorso della via Egger-Maestri del 1959; al ritorno, dichiarò di non aver trovato alcuna traccia del passaggio dei suoi predecessori.
Maestri ha sempre sostenuto la versione dei fatti del suo resoconto del 1959, difendendo la sua posizione anche con veemenza. Nel febbraio 2015 una ricostruzione fotografica dell'alpinista argentino Rolando Garibotti ha provato che una foto che Maestri, nel suo libro "Arrampicare è il mio mestiere", aveva indicato come prova di Egger sul Cerro Torre, era invece stata scattata in tutt'altra zona. Non potendo essere stata scattata nel 1958, quando Maestri era in una spedizione guidata da Detassis, la foto con didascalia falsa potrebbe essere stata scattata proprio nel 1959, ponendo quindi il grosso interrogativo anche sulla veridicità della scomparsa della macchina fotografica. La comunità alpinistica internazionale ha comunque del tutto disconosciuto la salita del 1959 per mancanza di prove sulla linea di salita e lo smascheramento del falso fotografico è stato considerato come ulteriore conferma.
Nel 2012 gli alpinisti Hayden Kennedy e Jason Kruk hanno risalito la Compressor route per una linea alternativa e in discesa hanno schiodato buona parte della via Maestri, indicandola come una risposta etica agli spit di quella scalata.

## Attività letteraria
Cesare Maestri ha collaborato a diverse riviste. Fu inoltre membro del Gruppo Italiano Scrittori di Montagna (GISM) e ha pubblicato diversi libri di carattere autobiografico:
- Lo spigolo dell'infinito - Manfrini 1956
- Arrampicare è il mio mestiere - Garzanti 1964
- A scuola di roccia - Garzanti 1970
- Il Ragno delle Dolomiti - Rizzoli 1973
- 2000 metri della nostra vita - Garzanti 1973 (scritto insieme alla moglie, Fernanda Dorigatti)
- E se la vita continua... - Baldini & Castoldi 1996

## Riconoscimenti
Cesare Maestri ha ottenuto molti importanti riconoscimenti per la sua attività alpinistica. È stato nominato socio onorario del CAI.; inoltre, ha ricevuto il titolo di Cavaliere della Repubblica, la medaglia di bronzo al merito civile, e l'Ordine del Cardo.
Il 17 settembre 2011 gli è stata consegnata la quarantesima targa d'argento premio internazionale della solidarietà alpina.
Anche dall'attività di scrittore Maestri ebbe importanti riconoscimenti. Il libro 2000 metri della nostra vita, scritto a quattro mani con la moglie Fernanda Dorigatti, vinse il premio Bancarella Sport nel 1973,, mentre il libro E se la vita continua... vinse il premio Gambrinus "Giuseppe Mazzetti" per la sezione Montagna nella XV edizione del 1997.
Il 22 maggio del 2012 ha ricevuto dall'Università di Verona la laurea honoris causa in scienze motorie.